# Edith+Eddie
Edith+Eddie é um filme-documentário em curta-metragem estadunidense de 2017 dirigido e escrito por Laura Chekoway e Thomas Lee Wright. A obra foi indicada ao Oscar de melhor documentário de curta-metragem na edição de 2018.